# Anydrelia plicataria
Anydrelia plicataria là một loài bướm đêm trong họ Geometridae.